# Ambrym du Sud-Est
L’ambrym du Sud-Est est une langue océanienne parlée dans le centre du Vanuatu, sur la côte sud-est de l’île d’Ambrym et dans le village de Maat, près de Port-Vila sur l’île d’Éfaté.

## Phonologie
L’accent tonique tombe sur l’avant-dernière syllabe, ou éventuellement sur la dernière si celle-ci contient une voyelle longue ou une diphtongue.

### Voyelles
|         | Antérieure | Centrale | Postérieure |
| ------- | ---------- | -------- | ----------- |
| Fermée  | i [i]      |          | u [u]       |
| Moyenne | e [e]      |          | o [o]       |
| Ouverte | æ [æ]      | a [a]    |             |

Les voyelles peuvent être longues ou brèves.

### Consonnes
|            |              | Bilabiales | Alvéolaires | Alvéolaires | Vélaires | Glottales |
| Centrales  | Latérales    | Bilabiales |             |             | Vélaires | Glottales |
| ---------- | ------------ | ---------- | ----------- | ----------- | -------- | --------- |
| Occlusives | Sourde       | p [p]      | t [t]       |             | k [k]    |           |
| Occlusives | Prénasalisée | b [m͡b]     | d [n͡d]      |             | g [ŋ͡ɡ]   |           |
| Fricative  | Fricative    | v [v]      | s [s]       |             | x [x]    | h [h]     |
| Nasale     | Nasale       | m [m]      | n [n]       |             | ng [ŋ]   |           |
| Liquide    | Liquide      |            | r [r]       | l [l]       |          |           |

Les groupes de consonnes ne sont pas autorisés à l'intérieur des frontières de mot.